# Gianni Pirozzi
Gianni Pirozzi, né le 2 juillet 1968 à Saint-Brieuc, est un auteur de romans noirs.

## Biographie
Gianni Pirozzi débute dans l'écriture à Rennes comme chroniqueur pour le magazine L'Œil électrique et le quotidien Ouest-France. Il remporte pour son premier roman Romicide le prix du Premier Polar SNCF 2001. Il rédige ensuite des chroniques de théâtre et de cinéma pour le quotidien La Marseillaise. Ses derniers romans sont publiés aux Éditions Rivages.
Son premier roman Romicide se déroule dans le monde des gens du voyage. Dans son deuxième roman consacré à l'Irlande du Nord, Hotel Europa (2004), il fait réintervenir son personnage Augusto Rinetti.
Son roman suivant, Le Quartier de la Fabrique (2009), traite de l'impact de la guerre du Kosovo sur la communauté Rom. Il obtient le Prix Sang d'Encre 2010 du Festival de Vienne.
Dans Sara la Noire (Rivages/Noir, 2014), récompensé du Grand Prix du roman noir au Festival international du film policier de Beaune, un policier gitan muté en banlieue parisienne s'est épris d'une jeune prostituée marocaine. Une enquête au sein des populations migrantes sur une ancienne disparition d'enfant provoquera sa perte. Initialement, ce roman est inspiré d'une nouvelle de Marc Villard, Entrée du Diable dans Barbèsville.

## Œuvre

### Romans
- Romicide. Spézet : Coop-Breizh, 2001, 157 p., préface de Cesare Battisti  (ISBN 978-2-84346-139-2) ; réédition revue et corrigée, Paris : Payot et Rivages, Rivages/Noir no 775, 2010, 208 p.  (ISBN 978-2-743-62091-2)
- Hôtel Europa. Paris : Payot et Rivages, Rivages/Noir no 498, 2004, 284 p.  (ISBN 2-7436-1207-X)
- Le Quartier de la fabrique. Paris : Payot et Rivages, Rivages/Noir no 756, 2009, 252 p.  (ISBN 978-2-7436-2030-1)
- Sara la Noire. Paris : Payot et Rivages, Rivages/Noir no 966, sept. 2014, 200 p.  (ISBN 978-2-7436-2877-2)

### Nouvelles
- Le Feu Follet, 813 : les amis de la littérature policière, décembre 2013, n° 117.
- Femmes de parloir, dans Étrange étranger : nouvelles pour la Cimade, anthologie sous la direction de Patrick Mosconi. Paris : la Manufacture de livres, juin 2015, p. 97-110.  (ISBN 978-2-35887-114-3)

### Articles principaux

#### Entretiens
- « Cesare Battisti, la Mémoire de plomb » (avec Luciano Le Goff / photogr. Isabelle Vaillant) in L'Œil électrique no 16, décembre 2000.
- « Claude Mesplède, la Mémoire du polar » (avec Delphine Descaves / photogr. Isabelle Vaillant) in L'Œil électrique no 17, février 2001, p. 48-51.
- « Marc Villard, Noire est ma couleur » (photogr. David Balicki) in L'Œil électrique no 20, septembre 2001.
- « François Guérif, l'Ami américain » (photogr. Céline Clanet) in L'Œil électrique no 31, septembre 2004.

### Récits de voyage
- « Prague : arrêts sur images » (écrit avec Hervé Geréec / photogr. Hervé Geréec et Mark Allen) in L'Œil électrique no 4, 10/1998, p. 25-31.
- « Albanie : Année Zéro » (photogr. Nicola Tiezzi) in L’Œil électrique no 13, 15 juin 2000.